# Dzi Kár kormányzóság

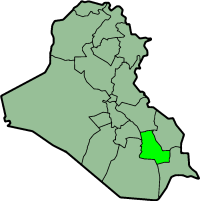
Dzi Kár kormányzóság elhelyezkedése Irakban

Dzi Kár kormányzóság (arab betűkkel محافظة ذي قار [Muḥāfaẓat Ḏī Qār]) Irak 18 kormányzóságának egyike az ország délkeleti részén. Északon Vászit, keleten Mejszán, délen Baszra, délnyugaton és nyugaton Muszanna, északnyugaton pedig Kádiszijja kormányzóság határolja. Székhelye en-Nászirijja városa.

## Népessége
| Lakosok száma | 1 454 200 | 1 744 398 | 2 000 000 |
|               | 2003      | 2009      | 2012      |

## Fordítás
Ez a szócikk részben vagy egészben  a(z)   ذي قار (محافظة) című arab Wikipédia-szócikk fordításán alapul.  Az eredeti cikk szerkesztőit annak laptörténete sorolja fel. Ez a jelzés csupán a megfogalmazás eredetét és a szerzői jogokat jelzi, nem szolgál a cikkben szereplő információk forrásmegjelöléseként.